# Căsătoria Prințului William, Duce de Cambridge, cu Kate Middleton
Căsătoria Prințului William, Duce de Cambridge, cu Kate Middleton a avut loc la catedrala Westminster din Londra la data de 29 aprilie 2011. Prințul William, Duce de Cambridge, care este al doilea în linia de succesiune la tronul britanic, a întâlnit-o prima dată pe Kate Middleton în 2001, în timp ce amândoi studiau la Universitatea Saint Andrews din Scoția.
După căsătorie, cuplul, care a primit oficial titlul de Ducele și Ducesa de Cambridge cu doar cîteva ore înaintea căsătoriei, intenționează să locuiască în continuare pe Insula Anglesey din nordul Wales, unde William continuă să servească în Royal Air Forces, divizia RAF Search and Rescue, ca pilot de elicopter.

## Anunțul logodnei

La 16 noiembrie 2010, Casa Clarence a anunțat că Prințul William, fiul cel mare al Prințului de Wales intenționează să se căsătorească cu Kate Middleton "în primăvara sau vara anului 2011, la Londra". S-au logodit la 20 octombrie 2010 în timpul unei vacanțe particulare în Kenya. Middleton a primit inelul de logodnă care i-a aparținut Dianei, Prințesă de Wales — un inel de aur alb de 18 carate cu un safir mare, oval, înconjurat de 14 diamante.
În urma anunțului, cuplul a acordat un interviu în exclusivitate pentru ITV News redactorului politic Tom Bradby și au găzduit o ședință foto la Palatul Sf. James.  La 12 decembrie 2010, Palatul Buckingham a emis fotografii oficiale de logodnă; acestea au fost realizate la 25 noiembrie la Palatul St James de fotograful Mario Testino.
După anunțul căsătoriei au început speculațiile legate de data nunții. Casa de pariuri Paddy Power a lansat ca dată favorită a nunții regale ziua de 13 august 2011, care este cotată cu 3/1. Pe 13 august 2011 se vor împlini 30 de ani de la căsătoria Prințesei Diana cu Prințul Charles. La 23 noiembrie 2010 Casa Clarence a anunțat că nunta va avea loc la 29 aprilie 2011. De asemenea, s-a anunțat că familia regală și familia miresei vor suporta cheltuielile presupuse de „nunta secolului XXI“ în timp ce costurile de securitate și transport vor fi suportate de trezoreria britanică.
La scurt timp după anunțul Casei Clarence, premierul britanic David Cameron a declarat că ziua de 29 aprilie va fi decretată sărbătoare națională.

## Organizare

Traseul cuplului regal de la Palatul Buckingham la Westminster Abbey.

La 23 noiembrie 2010 Casa Clarence a anunțat că data nunții va fi 29 aprilie 2011 (Ziua Sfintei Ecaterina de Siena) iar locul de desfășurare va fi Westminster Abbey. Deși abația este locul tradițional de încoronarea a monarhilor din anul 1066, recent este biserica aleasă pentru nunți regale; înainte de 1918 cele mai multe nunți regale au avut loc la capela regală de la Palatul St James și la capela Sf. George de la Castelul Windsor.
Abația, care are o capacitate de 2000 de oameni, a fost locul nunților regale recente, inclusiv a reginei Elisabeta a II-a (atunci Prințesa Elisabeta) cu Prințul Filip (1947), a Prințesei Margareta cu Anthony Armstrong-Jones (1960), a Prințesei Anne cu Mark Phillips (1973) și a Prințului Andrew cu Sarah Ferguson (1986).

### Traseul cuplului
Traseul mirelui și a miresei a fost între Palatul Buckingham și Westminster Abbey, pe strada The Mall, trecând pe lângă Casa Clarence, Horse Guards Road, Horse Guards Parade, Horse Guards Arch, Whitehall, partea de sud a Pieții Parlamentului și Broad Sanctuary.

## Ceremonia
| Imagine indisponibilă |  | Imagine indisponibilă |
| Mirele a sosit la ceremonie într-un Bentley împreună cu fratele său și cavaler de onoare (stânga) iar mireasa într-un Rolls-Royce Phantom VI împreună cu tatăl ei (dreapta). |  |                       |

Ceremonia a început la 11:00 ora locală iar mireasa a ajuns la catedrală cu o mașină Rolls Royce însoțită de tatăl ei. Încălcând tradiția regală, mirele a avut un cavaler de onoare - fratele său, Prințul Henry de Wales - în timp ce mireasa a avut ca domnișoară de onoare pe sora ei, Pippa. Au fost patru ajutoare de mireasă: Lady Louise Windsor, fiica cea mare în vârstă de șapte ani a Contelui și Contesei de Wessex, Margarita Armstrong-Jones, fiica cea mare în vârstă de opt ani a Vicontelui și Vicontesei Linley, Grace van Cutsem, fiica în vârstă de trei ani a prietenului cuplului Hugh van Cutsem (care și-a acoperit urechile în timpul sărutului din balcon a prințului și prințesei din cauza zgomotului făcut de mulțime) și Eliza Lopes, nepoata în vârstă de trei ani a Ducesei de Cornwall. Au fost și doi paji: William Lowther-Pinkerton, fiul în vârstă de zece ani a secretarului particular a lui William și Tom Pettifer, fiul în vârstă de opt ani a fostei dădace a prinților William și Harry, "Tiggy" Pettifer. 
Slujba a fost oficiată de John Robert Hall, decanul de la Westminster, împreună cu Rowan Williams, arhiepiscopul de Canterbury și Richard Chartres, episcopul Londrei. Este o lungă tradiție ca arhiepiscopul de Canterbury și episcopii de rang înalt ai bisericii anglicane să oficieze nunțile monarhilor și ai viitorilor monarhi însă cum Chartres este un prieten apropiat al Prințului de Wales, a fost invitat să participe la ceremonie.
După terminarea slujbei religioase, proaspeții căsătoriți s-au întors pe același traseu la Palatul Buckingham într-o trăsură deschisă.
Prințul William și soția sa, alături de părinții lor și de regina Elisabeta a II-a, dar și de fratele prințului William, prințul Harry, și sora miresei, Pippa au ieșit în balconul Palatului Buckingham salutând publicul și sărutându-se de două ori în ovațiile miilor de oameni strânși în piața din fața locuinței regale.
Câteva ore mai târziu, Prințul William și Kate au părăsit palatul Buckingham într-o mașină decapotabilă Aston Martin DB6 condusă chiar de Prinț cu numărul de înmatriculare "JU5T WED" și decorată cu baloane și cutii colorate. Au străbătut distanța scurtă dintre Palat și Casa Clarence, reședința oficială din Londra a prințului. Prințul s-a schimbat de uniformă în timp ce mireasa a purtat aceeași rochie. Mașina a fost un cadou la aniversarea a 21 de ani pentru Prințul Charles din partea reginei. 
Seara, Prințul de Wales a organizat o cină urmată de dans la Palatul Buckingham pentru cuplu, prietenii acestora și familie.

### Ținutele mirilor

#### Rochia de mireasă
Rochia de mireasă a fost creată de Sarah Burton, director de creație la celebra casă de modă Alexander McQueen. Rochia a fost realizată din satin cu dantelă aplicată pe corset și pe fustă. Corsetul din dantelă a fost realizat manual folosind o tehnică care provine din Irlanda din anii 1820 și care implică decuparea detaliilor de trandafiri, ciulini, narcise și trifoi și aplicarea acestora pe un tul. Aceste aplicații de dantelă realizate manual au fost realizate de către Școala Regală de lucru manual, cu baza la Hampton Court Palace. Aplicațiile de pe corsetul de dantelă au detaliat un: trandafir (simbolizând Anglia), ciulin (Scoția), narcisă (Țara Galilor) și trifoi (Irlanda).
Trena rochiei a măsurat 2,70 m și împreună cu dantela și toate celelalte țesături utilizate în crearea rochiei au fost achiziționate de la companii britanice. Nasturii din spatele rochiei au fost acoperiți cu organza. 
Lucrătorii care au cusut rochia s-au spălat pe mâini la intervale de 30 de minute pentru a nu murdări materialul, iar acele de cusut au fost înlocuite la fiecare 3 ore.
Voalul realizat din tul și cu broderie florală cusută manual a fost fixat de tiara realizată de Cartier în 1936 și împrumutată de regină lui Kate Middleton. Tiara a fost cumpărată de tatăl reginei, Ducele de York (mai târziu a devenit regele George al VI-lea), pentru soția lui, Ducesa de York (mai târziu a devenit regina Elisabeta), cu trei săptămâni înainte să-i urmeze fratelui său Eduard al VIII-lea la tron. Prințesa Elisabeta (acum regină) a primit tiara de la mama ei la împlinirea vârstei de 18 ani.
Shane Connolly a realizat buchetul miresei care a fost format din mirt, lăcrămioare, garofițe și zambile.

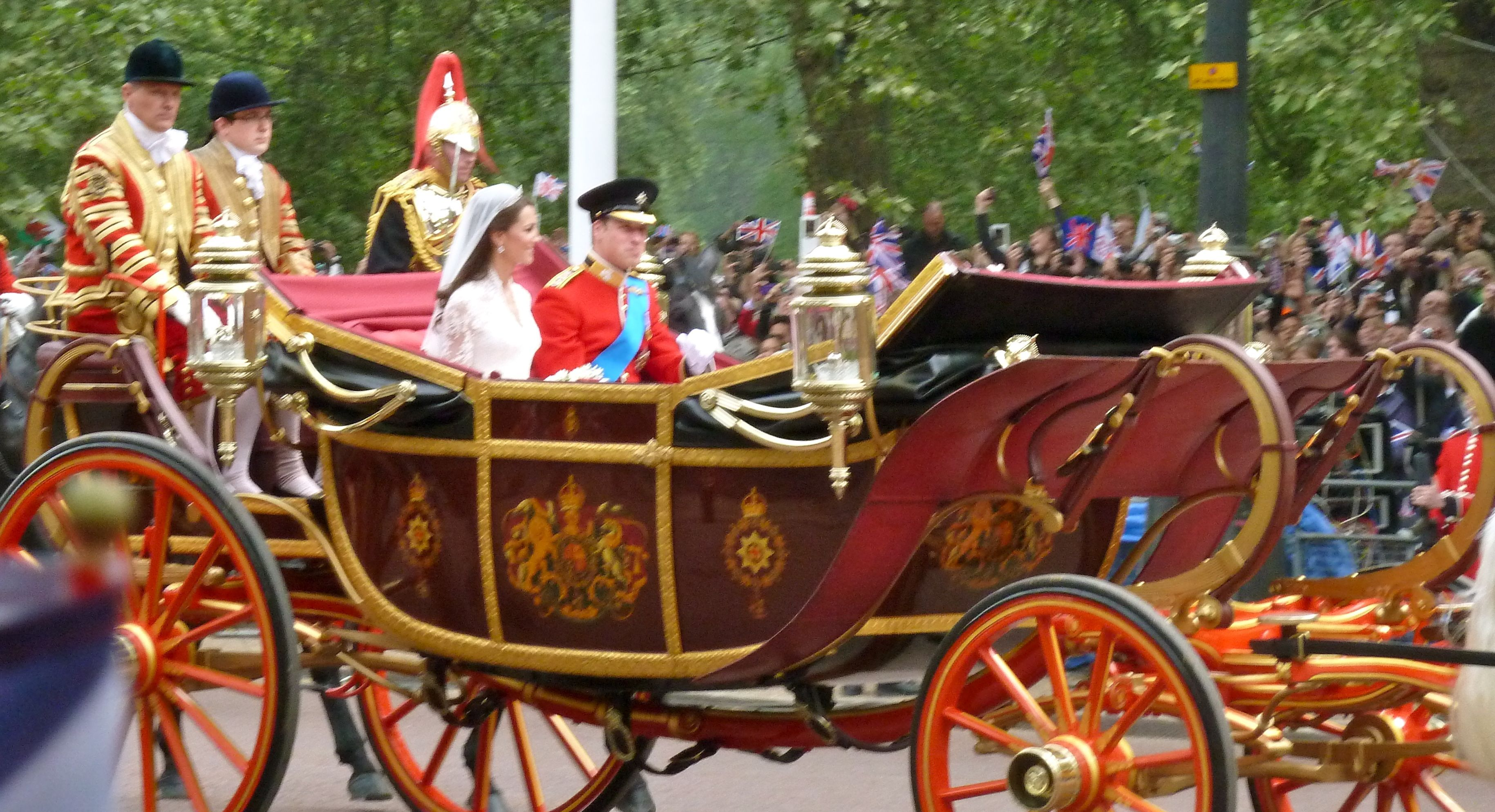
Ducele și Ducesa de Cambridge

Cerceii miresei au fost realizați de Robinson Pelham și au fost dăruiți lui Kate de către părinții ei în ziua nunții. Cerceii au fost din diamante în formă de frunze de stejar și de ghindă, care sunt însemnele reprezentative ale familiei Middleton.
Pantofii lui Kate au fost creați tot de echipa de designeri de la Alexander McQueen din satin ivoriu și cu broderii din mătase cusute manual.
Verigheta miresei a fost făcută din aur galez. A fost creată de către bjutierul oficial al Coroanei, Wartski, o companie cu rădăcini în Bangor, Gwynedd. Din anul 1923 de la nunta Elisabetei cu George al VI-lea a devenit tradiție pentru familia regală să folosească aur galez pentru verighete.
Această verighetă a fost făcută dintr-o cantitate mică de aur care a fost păstrată în tezaurul regal și care provine de la minele "Clogau Gold Mine" din munții Welsh, nu departe de Anglesey unde trăiește cuplul regal. Mina a avut zilele sale de glorie în secolul al XIX-lea, a fost abandonată în secolul al XX-lea, redeschisă în 1992 și închisă definitiv în 1998. Conform unei surse de la palat, regina "a dăruit Prințului William o bucată din acest aur păstrat de familie de mulți ani". Spre deosebire de Middleton, Prințul William nu a purtat verighetă.

#### Uniforma mirelui
Deși William servește ca locotenent de zbor în Royal Air Force și deține, de asemenea, echivalentul rangului de locotenent din Marina Regală și a celui de căpitan de armată, el a ales să poarte uniforma regimentului de gardă irlandez cu tunică roșie, butoni aurii, caschetă neagră și mănuși albe afișând un rang de colonel. William a avut dreptul să poarte această uniformă, deoarece la 10 februarie 2011 a fost numit colonel de onoare a gărzilor irlandeze. Fiind cavaler al Ordinului Jartierei a purtat panglica albastră a ordinului la care a aplicat aripile brevetului de pilot și medalia "Jubileul de Aur al reginei Elisabeta a II-a".
Uniforma a fost realizată de către "Kashket and Partners", o casă de modă militară și civilă care se află în grațiile reginei.. William nu a purtat sabie la intrarea în biserică.

### Tortul de nuntă
Tortul de nuntă a avut o puternică tematică florală, tipic britanică, folosind elemente ale tehnicii Joseph Lambeth. A fost un tort cu mai multe niveluri, un tort de fructe decorat cu cremă și glazură albă. Tehnica Lambeth se bazează pe un stil de decorare care a fost popular în Anglia, unde bucătarii și decoratorii foloseau diverse tehnici pentru a realiza imagini 3D, frunze, flori, și alte ornamente. Metoda este și astăzi populară și este frecvent folosită de designerii de torturi de nuntă și decoratori pentru a crea prăjituri de nuntă.
Designerul de tort Fiona Cairns a fost aleasă în februarie 2011 pentru a crea tortul de nuntă. În plus, Compania de Prăjituri McVitie a creat un tort special de biscuiți de ciocolată pentru recepția de la Palatul Buckingham. Tortul de biscuiți a fost făcut după o rețetă a familiei regale și a fost special solicitat de către Prințul William.

## Titlu după căsătorie
Există un singur caz când fiul cel mare al Prințului de Wales s-a căsătorit înainte ca tatăl său să acceadă la tron: viitorul George al V-lea care s-a căsătorit cu Mary de Teck în 1893. El fusese numit Duce de York cu un an mai înainte, la scurt timp după moartea fratelui mai mare.
În ultimii ani, câțiva prinți regali nu au avut nici un titlu înainte de căsătorie, inclusiv Prințul Andrew, care a fost numit Duce de York când s-a căsătorit în 1986. Potrivit ziarului The Daily Telegraph se așteaptă ca lui William să i se ofere un ducat odată cu căsătoria permițând soției sale să devină ducesă.
În ziua căsătoriei, William de Wales a primit titlurile "Duce de Cambridge, Conte de Strathearn și Baron Carrickfergus"; după căsătorie, soția sa a devenit Ducesă de Cambridge.

## Reacții
Un sondaj din aprilie 2011 realizat pe 2.000 de adulți britanici a arătat că 35% din public intenționează să vizioneze nunta la televizor în timp ce o proporție egală și-a planificat să ignore cu totul evenimentul. Potrivit informațiilor, poderea femeilor interesate de nunta regală (47%) a fost mai mare decât cea a bărbaților (23%).

## Numismatică
- Serviciile bancare ale Regatului Unit au emis, cu prilejul căsătoriei Prințului William cu Catherine Middleton o monedă comemorativă oficială, cu valoarea nominală de 5 lire sterline. Emiterea acestei monede a fost aprobată, în prealabil, de guvernul britanic și de Casa Regală Britanică. Denumirea oficială a emisiunii acestei monede este: The Official UK Royal Wedding Coin.

Una dintre caracteristicile deosebite ale acestei monede este dublul portret, situație puțin obișnuită la monedele britanice (a șasea oară, în istorie).
Tirajul acestei monede este de 250.000 de exemplare, de calitate BU. Moneda a fost concepută de Mark Richards, membru al Societății Regale a Sculptorilor Britanici. Moneda este din cupro-nichel.
- Australia a pus în circulație, în atenția numismaților, o monedă comemorativă dedicată căsătoriei regale a Prințului William, Duce de Cambridge, cu Catherine, Ducesă de Cambridge. Moneda este din argint, are valoarea nominală de un dolar australian, are greutatea de o uncie (31 de grame) și un titlu de 999‰. Tăietura monedei este zimțată. Pe avers, circular, în stânga și jos, H.R.H. PRINCE WILLIAM OF WALES & MISS CATHERINE MIDDLETON; sus, ROYAL WEDDING, 29.04.2011; în dreapta, 1 oz 999 SILVER; în prim plan, se află imaginea fotografică în culori a tinerei perechi; în spatele și în dreapta miresei[39], este gravată Westminster Abbey.[40][41]